# Кубок Литви з футболу 2002—2003
Кубок Литви з футболу 2002—2003 — 14-й розіграш кубкового футбольного турніру в Литві. Титул вдруге здобув Атлантас.

## Календар
| Раунд        | Дата                       | Матчі | Клуби   |
| ------------ | -------------------------- | ----- | ------- |
| Перший раунд | 14 серпня - 6 вересня 2002 | 8     | 24 → 16 |
| 1/8 фіналу   | 10-11 вересня 2002         | 8     | 16 → 8  |
| 1/4 фіналу   | 1-2/19-23 жовтня 2002      | 8     | 8 → 4   |
| 1/2 фіналу   | 8/22 квітня 2003           | 4     | 4 → 2   |
| Фінал        | 17 травня 2003             | 1     | 2 → 1   |

## 1/8 фіналу
| Команда 1             | Рахунок | Команда 2           |
| --------------------- | ------- | ------------------- |
| 10 вересня 2002       |         |                     |
| Екранас-2 (3)         | 1:4     | Гележініс вілкас    |
| Інкарас Ветеранас (4) | 1:3     | Атлантас            |
| Полонія (Вільнюс) (2) | 1:4     | Жальгіріс (Вільнюс) |
| 11 вересня 2002       |         |                     |
| Дайнава (Вейсєяй) (4) | 0:2     | Каунас              |
| Кауно Єгеряй (2)      | 0:2     | Невежис             |
| Лайсве (Шилуте) (2)   | 4:3 дч  | Сакалас (Шяуляй)    |
| Судува                | 1:2     | Інкарас             |
| Ветра (2)             | 2:0     | Екранас             |

## 1/4 фіналу
| Команда 1           | Заг.    | Команда 2           | 1-й матч | 2-й матч |
| ------------------- | ------- | ------------------- | -------- | -------- |
| 1/19 жовтня 2002    |         |                     |          |          |
| Невежис             | 2:9     | Жальгіріс (Вільнюс) | 1:2      | 1:7      |
| 1/22 жовтня 2002    |         |                     |          |          |
| Інкарас             | 4:0     | Гележініс вілкас    | 1:0      | 3:0      |
| 2/23 жовтня 2002    |         |                     |          |          |
| Ветра (2)           | 1:1 (ч) | Каунас              | 0:0      | 1:1      |
| Лайсве (Шилуте) (2) | 4:8     | Атлантас            | 2:2      | 2:6      |

## 1/2 фіналу
| Команда 1        | Заг.    | Команда 2           | 1-й матч | 2-й матч |
| ---------------- | ------- | ------------------- | -------- | -------- |
| 8/22 квітня 2003 |         |                     |          |          |
| Ветра            | 2:2 (ч) | Жальгіріс (Вільнюс) | 1:0      | 1:2      |
| Інкарас (-)      | -:+*    | Атлантас            | -:+      | -:+      |

* - клуб Інкарас був розформований на початку 2003 року.

## Фінал
| 17 травня 2003 |

| Атлантас      | 1:1      | Ветра         |
| ------------- | -------- | ------------- |
| Каушпадас 28' | Протокол | Контаутас 45' |

| Центральний стадіон, Тельшяй Глядачів: 3 200 Арбітр: Віталіюс Казлаускас |

|  |     | Пенальті |
|  | 3:1 |          |